# 23S rRNK (citidin1920-2'-O)-metiltransferaza
23S rRNK (citidin1920-2'-O)-metiltransferaza (EC 2.1.1.226, TlyA (nespecifična)) je enzim sa sistematskim imenom S-adenozil--metionin:23S rRNK (citidin-2'-O)-metiltransferaza. Ovaj enzim katalizuje sledeću hemijsku reakciju
-adenozil--metionin + citidin1920 u 23 rRNK {\displaystyle \rightleftharpoons } -adenozil-L-homocistein + 2'-O-metilcitidin1920 u 23S rRNK
Bifunkcionalni enzim iz Mycobakterija tuberculosis 2'-O-metiliše citidin1920 u heliksu 69 u 23S rRNK i citidin1409 u heliksu 44 u 16S rRNK (cf. EC 2.1.1.227, 16S rRNK (citidin1409-2'-O)-metiltransferaza). Ove metilacije rezultuju u povećanoj podložnosti na antibiotike kapreomicin i viomicin.

## Literatura
- Nicholas C. Price; Lewis Stevens (1999). Fundamentals of Enzymology: The Cell and Molecular Biology of Catalytic Proteins (Third изд.). USA: Oxford University Press. ISBN 019850229X.
- Eric J. Toone (2006). Advances in Enzymology and Related Areas of Molecular Biology, Protein Evolution (Volume 75 изд.). Wiley-Interscience. ISBN 0471205036.
- Branden C; Tooze J. Introduction to Protein Structure. New York, NY: Garland Publishing. ISBN 0-8153-2305-0.
- Irwin H. Segel. Enzyme Kinetics: Behavior and Analysis of Rapid Equilibrium and Steady-State Enzyme Systems (Book 44 изд.). Wiley Classics Library. ISBN 0471303097.

## Spoljašnje veze
- 23S+rRNA+(cytidine1920-2'-O)-methyltransferase на 